# A katolikus hit allegóriája (festmény)
A katolikus hit allegóriája vagy A hit allegórája az egyike Vermeer összesen két fennmaradt allegorikus festményének. (A másik a Műterem vagy A festészet allegóriája.) 1931 óta New Yorkban, a Metropolitan Művészeti Múzeumban látható.
A két allegória szerkezete hasonlít egymáshoz és Vermeer ismert zsánerképeihez is: egy-egy alak szerepel rajtuk belső térben. A hit allegóriája azonban a zsánerképek bensőséges hangulatától eltérőn barokkosan drámai jellegű.

## A festmény leírása
A fehér-kék szaténruhába öltözött főalak egy emelvényen ül a márványpadló felett, jobb lábát színpadiasan egy földgömbre helyezi, jobbkezét a szíve felett tartja, és imádó tekintettel néz fel a mennyezetről egy kék szalagon függő üveggömbre. Bal karja egy asztal szélén nyugszik, amelyen egy kehely, egy nagy könyv, és feszület látható. A könyv alól egy hosszú ruhadarab tűnik ki, valószínűleg egy pap stólája. Az asztal lábánál egy töviskorona hever. A kép alján, a nézőhöz közelebb, egy alma, valamint egy kő által szétzúzott kígyó látható. A távolabbi, homályos falon egy nagy festmény tűnik fel, a keresztrefeszítés jelenetét ábrázolja.

## Ikonográfia
Vermeer a kép ikonográfiáját a kor egyházi irodalmának egyik fontos alkotásából, Cesare Ripa Iconologia című művéből vette át, amelyet 1644-ben holland nyelvre is lefordítottak. Az ebben a könyvben szereplő két illusztráció a hitről általában, valamint a katolikus hitről tartalmazza a festmény számos utalását, beleértve a nőalak ruhájának színét, kéztartását, valamint a szétzúzott kígyót és az almát is.
A ruha fehér színe természetesen a fényt és a tisztaságot, a kék a mennyeket jelképezi. A kígyó az ördögre, az alma az eredendő bűnre utal. Ripa könyvében a hitet úgy írja le, mint amely a lába alatt tartja az egész világot – ezt Vermeer meglehetősen betű szerint értelmezi a földgömbbel. Művészettörténészek még a földgömböt is azonosították a rajta látható kartus alapján, mégpedig a kor egyik jelentős térképésze, Henricus Hondius II (Jodocus Hondius fia) munkájaként.
A feszület, a keresztrefeszítést ábrázoló festmény és az üveggömb nem szerepelnek Ripa könyvében. A mű számos tudós elemzőjének egyike, Selena Cant a kehely, a könyv és a feszület együttes szerepeltetését a katolikus mise ábrázolásának tartja.
A nő fej- és kéztartása megint Ripa könyvének illusztrációit követi. Ez a póz meglehetősen idegen a holland festészettől, de Vermeer jól ismerte az itáliai kortárs művészetet, különösen Guido Reni (1575–1642) munkáit, amelyek eljutottak Hollandiába is. A képen szereplő könyvet többen a Bibliának tartják, de a Metropolitan honlapja szerint ez inkább egy katolikus misekönyv lehet.
A mű ikonográfiája nem csak katolikus, hanem ezen belül erősen jezsuita elemeket is tartalmaz. Ilyen a keresztrefeszítést ábrázoló festmény a háttérben, amely Jacob Jordaens (1593–1678) 1620-ban készült festménye után készülhetett. Ennek egy másolata Vermeer birtokában lehetett, erről tanúskodhat a halálakor felvett leltár is, amelyben szerepel egy a Krisztust a kereszten ábrázoló nagy festmény is. A leltár másik két tárgya is visszaköszön a festményről:  az aranyozott bőrtapéta és az ébenfa feszület.
Vermeer egyik kutatója, Eddy De Johgh szerint az üveggömb, amelyre a nőalak tekintetét emeli, szintén jezsuita szimbólum, mégpedig egy 1636-ban a jezsuita Willem Hesius által kiadott Emblemata sacra de fide, spe, charitate című könyvből való. Selena Cant szerint az üveggömb az emberi szellem visszatükröző, és egyben a végtelenséget magába foglaló képességét szimbolizálja.
A gyöngy nyaklánc általában a szüzességet jelképezi. A nő ruhájára eső fénynek nincs forrása a festményen, ez valószínűleg arra utal, hogy „belső fény” világítja meg.

## A mű fogadtatása
Sok kritikus szerint a festmény Vermeer kevésbé sikeres alkotásai közé tartozik. Cant szerint a kép „kemény, törékeny, kevéssé meggyőző. A Hit maga kényelmetlen pózban van; fényes öltözete túlságosan világi ahhoz, hogy lelki szimbólum legyen, alakja túlságosan szilárd ahhoz, hogy átszellemültséget fejezzen ki, intimitása erőltetett, arckifejezése mesterkélt”.
Wheelock szerint „a festmény tárgyának ikonográfiai követelményei szétfeszítették a realisztikus megközelítés kereteit. A nőalak eksztatikus beállítása és a szétzúzott kígyó nem illik ebbe a holland környezetbe”

## A mű birtoklásának története
A festmény szimbolikája kétségtelenné teszi, hogy az egy – mindeddig ismeretlen – gazdag katolikus, esetleg jezsuita megrendelő számára készült. Mint ismeretes, ebben a korban a katolicizmus Hollandiában erős kisebbségben volt, gyakran az illegalitás határán. A képen ábrázolt belső tér elrendezése is hasonlít az akkori holland köztársaságban megtűrt „titkos” katolikus házi templomok berendezéséhez. A Metropolitan honlapja szerint a megrendelő minden bizonnyal nemcsak erősen hívő, hanem nagyon művelt személy lehetett.
A festmény első ismert tulajdonosa Herman Stoffelsz van Swoll (1632–1698) volt, egy protestáns postamester. Az ő halála után a képet elárverezték Amszterdamban. Az árverés katalógusa így írta le a művet: „Ülő nőalak mély gondolatokkal, az Újtestamentumot ábrázolva”.
A mű későbbi története jól tükrözi Vermeer megítélésének ingadozását a 18. században, az árveréseken elért árakon keresztül: 1699-ben 400, 1718-ban 500, 1735-ben 53, 1749-ben 70 gulden.
A 19. század elején a festmény Ausztriába került, és szerepelt egy 1824-ben Ferdinand Georg Waldmüller által festett kép hátterében. A század végén a festmény, amit akkoriban tévesen Eglon van der Neer munkájának tartottak, Dmitrij Csukin tulajdonában volt Moszkvában, és ezzel az egyetlen Vermeer kép lett, ami valaha orosz tulajdonba került.
1899-ben Berlinben kínálta eladásra egy műkereskedő, és Abraham Bredius vette meg 700 német márkáért. Egy korabeli holland újság szerint Bredius nagyon jó szemmel fedezte fel az Eglon van der Neer neve alatt kínált képben Vermeer munkáját. Bredius kölcsönadta a képet a Mauritshuisnak, és az ott is maradt 24 évig. 1923-ban Bredius a rotterdami Museum Boijmans Van Beuningennek adta hosszú távú kölcsönbe.
Bredius nem szerette a festményt, 1907-ben „egy nagy, de kellemetlen Vermeer-képnek” titulálta. 1928-ban eladta Kleinberger műkereskedőn keresztül Michael Friedsam számára New Yorkba, aki aztán végrendeletileg a Metropolitan Múzeum Friedsam kollekciójára hagyományozta, ahol azóta is van.
| Biztosan Vermeer képei | Biztosan Vermeer képei | Biztosan Vermeer képei                              | Biztosan Vermeer képei | Biztosan Vermeer képei                             | Biztosan Vermeer képei                                      |
| Sorszám                | Kép                    | Cím                                                 | Készült                | Méret, anyag                                       | Kiállítóhely                                                |
| ---------------------- | ---------------------- | --------------------------------------------------- | ---------------------- | -------------------------------------------------- | ----------------------------------------------------------- |
| 1                      |                        | Krisztus Mária és Márta házában                     | 1654/1655              | 160 × 142 cm, olaj, lenvászon                      | National Gallery of Scotland, Edinburgh                     |
| 2                      |                        | Diana pihenője vagy Diana és a nimfák               | 1655/1656              | 98,5 × 105 cm, olaj, lenvászon                     | Mauritshuis, Hága                                           |
| 3                      |                        | A kerítőnő                                          | 1656                   | 143 × 130 cm, olaj, lenvászon                      | Gemäldegalerie Alte Meister, Drezda                         |
| 4                      |                        | Alvó lány                                           | 1657                   | 87,6 × 76,5 cm, olaj, lenvászon                    | Metropolitan Művészeti Múzeum, New York                     |
| 5                      |                        | Olvasó nő vagy Levelet olvasó lány nyitott ablaknál | 1657                   | 83 × 64,5 cm, olaj, lenvászon                      | Gemäldegalerie Alte Meister, Drezda                         |
| 6                      |                        | Delfti utca, Kis utca vagy Utca Delftben            | 1657/1658              | 54,3 × 44 cm, olaj, lenvászon                      | Rijksmuseum, Amszterdam                                     |
| 7                      |                        | A katona és a nevető lány                           | 1658                   | 49,2 × 44,4 cm, olaj, lenvászon                    | Frick Collection, New York                                  |
| 8                      |                        | Lovag és ivó hölgy                                  | 1658–1660              | 66,3 × 76,5 cm, olaj, lenvászon                    | Gemäldegalerie, Berlin                                      |
| 9                      |                        | Tejet öntő nő                                       | 1658–1660              | 45,4 × 41 cm, olaj, lenvászon                      | Rijksmuseum, Amszterdam                                     |
| 10                     |                        | Hölgy két udvarlóval                                | 1659/1660              | 78 × 67,5 cm, olaj, lenvászon                      | Herzog Anton Ulrich-Museum, Braunschweig                    |
| 11                     |                        | Delft látképe                                       | 1660/1661              | 98,5 × 117,5 cm, olaj, lenvászon                   | Mauritshuis, Hága                                           |
| 12                     |                        | A félbeszakadt zenelecke                            | 1660/1661              | 38,7 × 43,9 cm, olaj, lenvászon                    | Frick Collection, New York                                  |
| 13                     |                        | Levelet olvasó nő kékben                            | 1662–1664              | 46,5 × 39 cm, olaj, lenvászon                      | Rijksmuseum, Amszterdam                                     |
| 14                     |                        | A zenelecke                                         | 1662–1665              | 74,6 × 64,1 cm, olaj, lenvászon                    | Buckingham-palota, London                                   |
| 15                     |                        | Gyöngymérő nő                                       | 1662–1664              | 42,5 × 38 cm, olaj, lenvászon                      | National Gallery of Art, Washington D.C.                    |
| 16                     |                        | Lanton játszó hölgy ablak mellett                   | 1664                   | 51,4 × 45,7 cm, olaj, lenvászon                    | Metropolitan Művészeti Múzeum, New York                     |
| 17                     |                        | A gyöngysor                                         | 1664                   | 55 × 45 cm, olaj, lenvászon                        | Gemäldegalerie, Berlin                                      |
| 18                     |                        | Nő vizeskancsóval                                   | 1664/1665              | 45,7 × 40,6 cm, olaj, lenvászon                    | Metropolitan Művészeti Múzeum, New York                     |
| 19                     |                        | Leány gyöngy fülbevalóval vagy Turbános nő          | 1665                   | 45 × 40 cm, olaj, lenvászon                        | Mauritshuis, Hága                                           |
| 20                     |                        | A koncert                                           | 1665/1666              | 69 × 63 cm, olaj, lenvászon                        | Isabella Stewart Gardner Museum, Boston (1990-ben ellopták) |
| 21                     |                        | Levelet író sárga ruhás hölgy                       | 1665–1670              | 45 × 39,9 cm, olaj, lenvászon                      | National Gallery of Art, Washington D.C.                    |
| 22                     |                        | Hölgy és komornája                                  | 1667/1668              | 89,5 × 78,1 cm, olaj, lenvászon                    | Frick Collection, New York                                  |
| 23                     |                        | Az asztronómus                                      | 1668                   | 50,8 × 46,3 cm, olaj, lenvászon                    | Louvre, Párizs                                              |
| 24                     |                        | A geográfus                                         | 1668/1669              | 53 × 46,6 cm, olaj, lenvászon                      | Städelsches Kunstinstitut, Frankfurt am Main                |
| 25                     |                        | A szerelmeslevél                                    | 1669/1670              | 44 × 38,5 cm, olaj, lenvászon                      | Rijksmuseum, Amszterdam                                     |
| 26                     |                        | A csipkeverőnő                                      | 1669/1670              | 24,5 × 21 cm, olaj, lenvászon (fatáblára feszítve) | Louvre, Párizs                                              |
| 27                     |                        | Levelet író hölgy és komornája                      | 1670                   | 71 × 59 cm, olaj, lenvászon                        | National Gallery of Ireland, Dublin                         |
| 28                     |                        | A katolikus hit allegóriája vagy A hit allegóriája  | 1671–1674              | 114,3 × 88,9 cm, olaj, lenvászon                   | Metropolitan Művészeti Múzeum, New York                     |
| 29                     |                        | Gitáron játszó nő                                   | 1672                   | 53 × 46,3 cm, olaj, lenvászon                      | Kenwood House, London                                       |
| 30                     |                        | Műterem vagy A festészet allegóriája                | 1673                   | 130 × 110 cm, olaj, lenvászon                      | Kunsthistorisches Museum, Bécs                              |
| 31                     |                        | Virginál mellett álló hölgy                         | 1673–1675              | 51,7 × 45,2 cm, olaj, lenvászon                    | National Gallery, London                                    |
| 32                     |                        | Hölgy virginálnál                                   | 1673–1675              | 51,5 × 45,5 cm, olaj, lenvászon                    | National Gallery, London                                    |

| Vermeer kérdéses képei | Vermeer kérdéses képei | Vermeer kérdéses képei     | Vermeer kérdéses képei | Vermeer kérdéses képei           | Vermeer kérdéses képei                                                              |
| Sorszám                | Kép                    | Cím                        | Készült                | Méret, anyag                     | Kiállítóhely                                                                        |
| ---------------------- | ---------------------- | -------------------------- | ---------------------- | -------------------------------- | ----------------------------------------------------------------------------------- |
| 1                      |                        | Szent Praxedis             | 1655                   | 101,6 × 82,6 cm, olaj, lenvászon | Musée de la Chapelle de la Visitation, Monaco (Barbara Piasecka Johnson Collection) |
| 2                      |                        | Leány portréja             | 1666/1667              | 44,5 × 40 cm, olaj, lenvászon    | Metropolitan Művészeti Múzeum, New York                                             |
| 3                      |                        | Fuvolás lány               | 1666/1667              | 20 × 17,8 cm, olaj, lenvászon    | National Gallery of Art, Washington D.C.                                            |
| 4                      |                        | Leány vörös kalapban       | 1666/1667              | 23,2 × 18,1 cm, olaj, fatábla    | National Gallery of Art, Washington D.C.                                            |
| 5                      |                        | Virginál mellett ülő hölgy | 1670                   | 25,5 × 20 cm, olaj, lenvászon    | Sammlung Wynn, Las Vegas                                                            |

## Külső hivatkozás
- A Metropolitan Múzeum honlapja a festményről